# Instrument pochodny
Instrument pochodny (również derywat, ang. derivative) – instrument finansowy, którego wartość zależy od wartości innego instrumentu (zwanego bazowym, pierwotnym lub podstawowym), a rozliczenie następuje w pewnym momencie (okresie) czasu w przyszłości.
Derywaty mogą być wystawiane na całą gamę instrumentów pierwotnych:
- papiery wartościowe (akcje, obligacje, bony);
- stopy procentowe (oprocentowanie depozytów na rynku międzybankowym);
- kursy walutowe (najbardziej popularnych na świecie walut);
- indeksy ekonomiczne (indeksy giełdowe, stopa inflacji);
- surowce i towary (np. ropa naftowa, złoto, zboże);
- ryzyko kredytowe (ryzyko niewypłacalności kredytobiorcy);
- parametry pogody (temperatura, opady, siła wiatru).

## Charakterystyka
Instrumenty pochodne dzieli się na dwie grupy:
- instrumenty symetryczne, np. kontrakty terminowe (futures, forward), różne rodzaje transakcji zamiany (tzw. swapów),
- instrumenty niesymetryczne, np. opcje.

Otwarcie pozycji w instrumencie symetrycznym, czyli zakupienie instrumentu przez jedną stronę transakcji i jego sprzedaż przez drugą stronę, rodzi dla obu stron obowiązek zawarcia umówionej transakcji, której przedmiotem jest instrument bazowy, na warunkach i w terminie wynikających z parametrów instrumentu pochodnego. Na przykład w wyniku zawarcia umowy FX-forward na parze EUR/USD, jedna strona transakcji musi zakupić ustaloną liczbę dolarów za euro w ustalonym dniu po ustalonym kursie, a druga strona musi tę samą ilość dolarów w tymże dniu po tymże ustalonym kursie sprzedać. Występuje wtedy symetria zobowiązań obu stron.
Otwarcie pozycji w instrumencie niesymetrycznym dla jednej ze stron transakcji rodzi obowiązek, a dla drugiej daje prawo do zawarcia ustalonej transakcji, której przedmiotem jest instrument bazowy, na warunkach i w terminie wynikających z parametrów instrumentu pochodnego. Przykładowo w wyniku zawarcia umowy opcji europejskiej na kurs EUR/USD, nabywca opcji zyskuje prawo do zakupu ustalonej liczby dolarów za euro w ustalonym dniu, po ustalonym kursie (nabywca może z tego prawa skorzystać lub nie), zaś wystawca opcji ma obowiązek sprzedaży tej samej ilość dolarów w tymże dniu, po tymże ustalonym kursie. Występuje wtedy asymetria sytuacji stron transakcji – nabywca ma prawo, wystawca ma obowiązek.
Rynek instrumentów pochodnych powstał w odpowiedzi na potrzeby uczestników rynków finansowych zabezpieczenia się przed ryzykiem. Obok transakcji zabezpieczających (ang. hedging) zawierane są również transakcje o charakterze spekulacyjnym, mające na celu uzyskanie zysków w zamian za przyjęcie na siebie ryzyka. Dzięki zjawisku dźwigni finansowej wykorzystanie instrumentów pochodnych pozwala osiągnąć duży zysk, przy znacznie mniejszym zaangażowaniu środków własnych, niż w przypadku klasycznych instrumentów finansowych.
Tworzeniem nowych instrumentów finansowych i strategii zawierania transakcji z ich zastosowaniem zajmuje się dziedzina finansów nazywana inżynierią finansową.
Transakcje pochodne mogą być zawierane albo na zorganizowanych platformach obrotu (np. giełdach), albo w postaci umów zawieranych bezpośrednio między dwoma podmiotami (ang. over-the-counter, OTC). Niektóre instrumenty pochodne funkcjonują praktycznie tylko na rynkach pozagiełdowych (np. forwardy).

## Przykłady instrumentów pochodnych
Do najpopularniejszych instrumentów pochodnych należą:
- opcje
  - opcja amerykańska
  - opcja europejska
  - opcja egzotyczna:
    - opcja azjatycka
    - opcja barierowa
- kontrakty terminowe
  - futures
  - forward (w tym m.in. kontrakty FRA (Forward Rate Agreement))
- swapy
  - swap walutowy (ang. currency swaps)
  - IRS (ang. interest rate swap)
  - CIRS (ang. currency interest rate swap)
  - swap towarowy (ang. commodity swap)
  - CMS(inne języki) (ang. constant maturity swap)
  - swap inflacji (ang. inflation swap)
  - swap akcyjny (ang. equity swaps)
- kredytowe instrumenty pochodne
  - CDS (ang. credit default swap)
- opcje na stopy procentowe
  - IR Caps / Floors (ang. interest rate caps / floors) opcje na LIBOR/EUROBOR
  - Inflation Caps / Floors (ang. inflation caps / floors) opcje na zrealizowana inflacje
  - CMS Caps / Floors (ang. CMS caps / floors) opcje na rate swapu
  - opcja swapowa (ang. Swaptions)
- warranty

## Zastosowanie instrumentów pochodnych
Cechą charakterystyczną instrumentów pochodnych jest to, że ich ceny wykonania opierają się na przewidywaniach (prognozach) uczestników kontraktów. Do zawarcia umów dochodzi między uczestnikami rynku, którzy mają różne przewidywania co do kształtowania się ceny przedmiotu kontraktu w przyszłości.
Instrumenty pochodne wykorzystywane są w następujących celach:
- do ograniczania ryzyka przyszłych inwestycji na rynku kasowym,
- do ograniczania ryzyka portfela inwestycyjnego,
- do ograniczania ryzyka rozrachunków w handlu zagranicznym,
- w celach zarobkowych (spekulacyjnych), dając możliwość osiągania dużych stóp zwrotu (wskutek działania dźwigni finansowej).

## Wielkość rynku instrumentów pochodnych
Zgodnie z szacunkami Banku Rozliczeń Międzynarodowych w Bazylei, wartość nominalna instrumentów pochodnych zawartych na rynkach OTC osiągnęła w 2013 r. poziom 700–800 bilionów dolarów, co jest wartością znacznie większą niż roczne PKB całego świata. Dzienne obroty na rynkach pochodnych stóp procentowych na świecie osiągnęły ok. 2 biliony dolarów.

## Kierunek zmian regulacyjnych
Brak przejrzystości rynku instrumentów pochodnych OTC, wynikający głównie z jego zdecentralizowanego charakteru, skutkował niewłaściwą oceną ekspozycji na ryzyko kontrahentów i przyczynił się do pogłębienia zaburzeń na rynkach finansowych w latach 2008–2009.
Jednym z postanowień szczytu G20 w Pittsburghu we wrześniu 2009 r. było wprowadzenie obowiązku przekazywania szczegółowych danych o transakcjach instrumentami pochodnymi OTC do repozytoriów transakcji. Dostęp do tych danych ma zapewnić odpowiednim instytucjom (tj. organy nadzoru i banki centralne) możliwość monitorowania ekspozycji poszczególnych uczestników rynku tych instrumentów, powiązania między nimi i możliwość analizy koncentracji ryzyka.
W Unii Europejskiej wspomniane postanowienie, rozszerzone o raportowanie transakcji instrumentami pochodnymi zawieranymi na rynku regulowanym, jest wprowadzane poprzez uchwalone w 2012 r. rozporządzenie EMIR.